# Liste der Außenminister Äthiopiens
Der Außenminister Äthiopiens ist ein für die Außenbeziehungen des Landes zuständiger Minister des Außenministeriums von Äthiopien.
Das Folgende ist eine Liste von äthiopischen Außenministern seit dem Jahr 1907:
| Nr. | Name (Lebensdaten)                  | Porträt | Amtszeit  |
| --- | ----------------------------------- | ------- | --------- |
| 1   | Haile Giyorgis Woldemikael          |         | 1907–1910 |
| 2   | Yigezu Behabte                      |         | 1910–1911 |
| 3   | Habte Giyorgis Dinagde (1851–1926)  |         | 1912      |
| 4   | Beyene Yimer                        |         | 1912–1916 |
| 5   | Mulugeta Yigezu                     |         | 1916–1917 |
| 6   | Wolde Meskel Tariku                 |         | 1917      |
| 7   | Haile Selassie (1892–1975)          |         | 1917–1930 |
| 8   | Heruy Wolde Selassie (1878–1938)    |         | 1930–1936 |
| 9   | Lorenzo Taezaz (1900–1947)          |         | 1941–1942 |
| 10  | Ephrem Teweldemedhin (1894–1983)    |         | 1942–1943 |
| 11  | Aklilu Habte-Wold (1912–1974)       |         | 1943–1958 |
| 12  | Yilma Deressa (1907–1979)           |         | 1958–1960 |
| 13  | Haddis Alemayehu (1910–2003)        |         | 1960–1961 |
| 13  | Mikael Imru (1929–2008)             |         | 1961      |
| 14  | Ketema Yifru (1929–1994)            |         | 1961–1971 |
| 15  | Minasse Haile (* 1930)              |         | 1971–1974 |
| 16  | Zewde Gabre-Selassie (1926–2008)    |         | 1974      |
| 17  | Kifle Wodajo (1936–2004)            |         | 1974–1977 |
| 18  | Feleke Gedle-Giorgis (* 1940)       |         | 1977–1983 |
| 19  | Goshu Wolde (* 1954)                |         | 1983–1986 |
| 20  | Berhanu Bayeh (* 1938)              |         | 1986–1989 |
| 21  | Tesfaye Dinka (1939–2016)           |         | 1989–1991 |
| 22  | Tesfaye Tadesse (* 1943)            |         | 1991      |
| 23  | Seyoum Mesfin (1949–2021)           |         | 1991–2010 |
| 24  | Hailemariam Desalegn (* 1965)       |         | 2010–2012 |
| 25  | Berhane Gebre-Christos (* 1953)     |         | 2012      |
| 26  | Tedros Adhanom Ghebreyesus (* 1965) |         | 2012–2016 |
| 27  | Workneh Gebeyehu (* 1968)           |         | 2016–2019 |
| 28  | Gedu Andargachew (* 1963)           |         | 2019–2020 |
| 29  | Demeke Mekonnen (* 1963)            |         | 2020–2024 |
| 30  | Taye Atske Selassie (* 1956)        |         | 2024      |
| 31  | Gedion Timotheos                    |         | 2024–     |